# بانوني
بانوني، (بالإنجليزية: Bagnone)‏، هي (بلدية) في مقاطعة ماسا كرارا في توسكانا الإيطالية، وتقع على بعد حوالي 120 كيلومترا (75 ميل) شمال غرب فلورنسا وحوالي 35 كيلومترا (22 ميل) شمال غرب ماسا في لونيجيانا، التي تواجه مونتي سيلارا، التي يبلغ ارتفاعها 1,861 متر (6,106 قدم).  يتم عبور الأراضي العامة بواسطة سيل بانوني، وهو ثراء يسار لنهر ماجرا.

## السكان
في سنة 1861 بلغ عدد السكان 5٬271 نسمة، وتطور العدد ليصل في سنة 2011 لـ 1٬926 نسمة.
يظهر هذا المخطط البياني تطور النمو السكاني لـ بانوني